# バトル・クリーク 格差警察署
『バトル・クリーク 格差警察署』(原題：Battle Creek)はアメリカ合衆国のコメディ刑事ドラマである。2015年にCBSで放送され、ミシガン州バトルクリークの小さな警察署の刑事とエリートFBI捜査官のちぐはぐなコンビを描く。 
シーズン2は製作されないことが発表されている。日本ではFOXチャンネルで放送されたほか、2018年9月から日本テレビのMIDNITEテレビシリーズでも放送されている。2020年1～4月にテレビ神奈川でも放映された。

## 概要
ミシガン州バトルクリークは小さな町。予算不足で装備も十分ではない小さな町の警察署に、ハンサムなFBIのエリート捜査官ミルトンがなぜか派遣されて来る。ミルトンは、総務担当のホリーに密かに思いを寄せるしがない中年刑事ラスとコンビを組むことになる。地道な捜査方法しか知らないバトルクリーク警察署に、ミルトンは最新の捜査方法と潤沢な装備を持ちこんで波乱を巻き起こす。警察署員たちは、ミルトンがなぜ左遷されたのか訝り調べようとする。

## キャスト

### メイン
- ミルトン（ミルト）・チェンバレン
  - 演 - ジョシュ・デュアメル、日本語吹替 - 川島得愛
  - バトルクリーク市警に出向してきたFBI特別捜査官。ラスを相棒に指名する。
- ラッセル（ラス）・アグニュー
  - 演 - ディーン・ウィンタース、日本語吹替 - てらそままさき
  - バトルクリーク市警のベテラン刑事。
- ホリー・デイル
  - 演 - オーブリー・ダラー、日本語吹替 - 浅野真澄
  - バトルクリーク市警の総務担当。
- アーロン・ファンクハウザー
  - 演 - エドワード・“グレープヴァイン”・フォーダム・Jｒ、日本語吹替 - 乃村健次
  - バトルクリーク市警の刑事。
- フォンタネル（フォント）・ホワイト
  - 演 - カル・ペン、日本語吹替 - 丸山壮史
  - バトルクリーク市警の刑事。
- キム・グゼヴィッチ
  - 演 - ジャネット・マクティア、日本語吹替 - 塩田朋子
  - バトルクリーク市警の刑事長。

### リカーリング
- エリン（E）・ジェイコックス
  - 演 - ライザ・ラピラ、日本語吹替 - 宮澤はるな
  - バトルクリーク市警の刑事。
- ニブレット
  - 演 - デイモン・ヘリマン、日本語吹替 - 今村一誌洋
  - バトルクリーク市警の刑事。
- メレディス
  - 演 - メレディス・イートン（英語版）、日本語吹替 - 品田美穂
  - 監察医。

## エピソード
| 番号 | タイトル                                          | 監督                           | 脚本                                      | 米国初放送日  | 米国視聴者数 (百万人) |
| --- | ------------------------------------------------- | ------------------------------ | ----------------------------------------- | ------------- | --------------------- |
| 1 | "イケメンが街にやって来た" "The Battle Creek Way" | ブライアン・シンガー           | デイヴィッド・ショア & ヴィンス・ギリガン | 2015年3月1日  | 7.92                  |
| ミシガン州バトルクリークの警察署のさえない中年刑事ラスは予算不足に悩む。FBIのハンサムな捜査官ミルトンがデトロイト支局から派遣され、小さな支局を開く。麻薬に絡む殺人事件が起き、二人がチームを組む。 |                                                   |                                |                                           |               |                       |
| 2 | "甘い罠" "Syruptitious"                           | アンドリュー・バーンシュタイン | ラッセル・フレンド & ガレット・ラーナー   | 2015年3月8日  | 6.93                  |
| メープル・シロップ製造者が殺されるが、ラスは弁護士のいないところで容疑者を尋問し、グゼヴィッチから停職を言い渡される。ミルトンはラスをFBIのコンサルタントとして雇い、捜査に加える。 |                                                   |                                |                                           |               |                       |
| 3 | "信頼と裏切り" "Man’s Best Friend"                | オズ・スコット                 | Thomas L. Moran                           | 2015年3月15日 | 6.79                  |
| 小学生の女の子のバックパックから麻薬が発見されるが、女の子は決して出どころを話そうとしない。彼女の叔父の警察官が警察の証拠保管室の麻薬を盗んだことがわかる。エリンはFBIのセミナーに参加して、ミルトンの上司に左遷の理由を尋ねる。 |                                                   |                                |                                           |               |                       |
| 4 | "知恵比べ" "Heirlooms"                            | ダニエル・サックハイム         | デイヴィッド・ショア                      | 2015年3月22日 | 6.05                  |
| 麻薬常習者の売春婦が殺され、その子を育てていた彼女の妹が疑われる。子の裕福な父親が最近死んだことがわかり、遺産が子に行かないよう、年長の二人の子が父親を殺したことがわかる。ラスはミルトンの左遷の理由を聞き出そうと、自分がホリーに恋していることを打ち明ける。 |                                                   |                                |                                           |               |                       |
| 5 | "恋の炎" "Old Flames"                             | リチャード・J・ルイス          | エスタ・スポルディング                    | 2015年3月29日 | 6.02                  |
| グゼヴィッチの家が放火される。刑事たちはグゼヴィッチの17人もの過去のボーイフレンドを調べるが、犯罪歴のある養子ダニーが、フロリダからバトルクリークの施設に移されていることを知り疑う。だが、火災を通報した、近所の元ボーイフレンドが放火したことがわかる。ホリーは誰かから花束をもらい、ラスが自分の酔った間の仕業ではないかと思う。 |                                                   |                                |                                           |               |                       |
| 6 | "狙われた朝食" "Cereal Killer"                    | クレイグ・ジスク               | Lindsay Jewett Sturman                    | 2015年4月5日  | 5.58                  |
| 式典でバトルクリーク市長がリモートコントロール銃で狙撃され、マスコットが巻き添えを食う。市長が病院から誘拐されるが、これは市長が家で麻薬を楽しむためのでっちあげだとわかる。マスコットが再び狙撃される。だが監視ビデオから、市長の兄弟である秘書がスマートフォンで狙撃をコントロールしたことがわかる。 |                                                   |                                |                                           |               |                       |
| 7 | "母は詐欺師" "Mama's Boy"                         | ダン・アティアス               | Marqui Jackson                            | 2015年4月12日 | 6.48                  |
| 切り取られた足が発見され、ラスはナイキの偽物に気付き、子供のころ詐欺師の母コンスタンスがくれたと言う。捜査のため、ミルトンは捜査のためにコンスタンス(キャンディス・バーゲン)を一時的に出所させる。コンスタンスは、被害者が自分の犯した偽携帯電話詐欺の仲間だと気付く。コンスタンスは詐欺で百万ドルを稼いだと言うが、今は司祭となった被害者の父親は二百万ドルだと言い、ラスは母親が百万ドルをどこかに隠しており、殺人犯ではないかと疑い始める。コンスタンスの恋人で犯罪仲間のヘンリーが殺人犯であり、コンスタンスが実際に百万ドルを隠していたことがわかる。刑務所に戻る前、コンスタンスは新聞記者を使ってホリーがどこまでラスを守ろうとするかを試したと言う。 |                                                   |                                |                                           |               |                       |
| 8 | "癒えない傷" "Old Wounds"                         | ランディ・ジスク               | ラッセル・フレンド & ギャレット・ラーナー | 2015年4月26日 | 6.14                  |
| ダニーがミルトンに、自分の両親の真の殺人犯を探してくれと頼む。だが捜査の結果、ダニーの母親は売春婦で、両親を殺した男がダニーの真の父親であることがわかる。グゼヴィッチは自分の育った家庭も問題を抱えていたことを打ち明け慰める。 |                                                   |                                |                                           |               |                       |
| 9 | "死んだはずの男" "Gingerbread Man"                | エリク・ラ・サル               | Thomas L. Moran                           | 2015年5月3日  | 6.18                  |
| フォンタネルは指名手配中の容疑者を目撃するが、FBIによれば半年前に自殺している。容疑者の仕掛けた爆弾でフォンタネルが重傷を負う。ラスはホリーに自分の気持ちを伝える事が出来ない。 |                                                   |                                |                                           |               |                       |
| 10 | "脱獄の理由" "Stockholm"                          | アリソン・リディ＝ブラウン     | デイヴィッド・ショア                      | 2015年5月10日 | 6.31                  |
| 出所を5日後に控えた銀行強盗犯が脱獄し、ラスを人質にして逃走する。脱獄囚とラスの間には絆が生まれる。 |                                                   |                                |                                           |               |                       |
| 11 | "揺れ動く心" "The Hand-Off"                       | コリン・バックシー             | Esta Spalding & Lindsay Jewett Sturman    | 2015年5月17日 | 5.10                  |
| ミルトンは殺人事件を解決するためにキャリアを危険にさらす。ホリーは新しいボーイフレンドがセックスを持ちかけないことを訝り、エリンは他に好きな人がいる雰囲気を出しているからだと言う。ホリーはラスにキスをし、二人は証拠保管室でセックスをする。 |                                                   |                                |                                           |               |                       |
| 12 | "栄光と闇" "Homecoming"                           | ジェームズ・ロデイ             | Danny Weiss                               | 2015年5月17日 | 5.30                  |
| ラスの母校のフットボールのコーチが殺され、ラスの若い頃のことが明らかになる。ホリーはインディアナ州のロースクールに合格し、二人の関係は岐路にさしかかる。 |                                                   |                                |                                           |               |                       |
| 13 | "明かされる過去" "Sympathy for the Devil"         | アンドリュー・バーンシュタイン | Thomas L. Moran & デイヴィッド・ショア    | 2015年5月24日 | 4.71                  |
| ミルトンの車が爆破され、ミルトンとラスは誘拐されて車のトランクに閉じ込められる。ミルトンはラスに左遷された理由を語り、ミルトンが5年前に麻薬事件を担当した時、おとり捜査に使った16歳の少年とその同級生が殺されたことがわかる。グゼヴィッチはデトロイトのFBI支部でミルトンの経歴を調べ、二人を誘拐したのは死んだ少年の父親だと知り、フォンタネルが二人を救出する。だがミルトンは犯人に銃を与え、自分を撃つ機会を与える。 |                                                   |                                |                                           |               |                       |

## 参照
1. 1 2  BRADIO、ドラマ『バトル・クリーク 格差警察署』EDテーマを担当
2. ↑  http://www.hollywoodreporter.com/live-feed/cbs-cancels-vince-gilligans-battle-794524
3. ↑  Bibel, Sara (2015年3月3日). “Sunday Final Ratings: 'The Last Man on Earth' & 'Dateline' Adjusted Up”. TV by the Numbers. 2015年3月7日閲覧。
4. ↑  Kondolojy, Amanda (2015年3月10日). “Sunday Final Ratings: 'The Last Man on Earth', 'Bob's Burgers', 'Family Guy', 'Brooklyn Nine-Nine' & 'Revenge' Adjusted Up”. TV by the Numbers. 2015年3月12日閲覧。
5. ↑  FOXによる日本放送では第4話
6. ↑  Bibel, Sara (2015年3月17日). “Sunday Final Ratings: 'The Last Man in Earth', 'Secrets & Lies', 'Battle Creek' & '60 Minutes' Adjusted Up”. TV by the Numbers. 2015年3月17日閲覧。
7. ↑  FOXによる日本放送では第3話
8. ↑  Kondolojy, Amanda (2015年3月24日). “Sunday Final Ratings: 'The Last Man on Earth' & 'Once Upon a Time' Adjusted Up; '60 Minutes' Adjusted Down”. TV by the Numbers. 2015年3月24日閲覧。
9. ↑  Bibel, Sara (2015年3月31日). “Sunday Final Ratings: 'Madam Secretary', 'The Good Wife' & '60 Minutes' Adjusted Down”. TV by the Numbers. 2015年3月31日閲覧。
10. ↑  Kondolojy, Amanda (2015年4月7日). “Sunday Final Ratings: '60 Minutes' Adjusted Up; 'American Odyssey' Adjusted Down”. TV by the Numbers. 2015年4月7日閲覧。
11. ↑  Bibel, Sara (2015年4月14日). “Sunday Final Ratings: 'America's Funniest Home Videos' Adjusted Up; 'Madam Secretary', 'The Good Wife' & '60 Minutes' Adjusted Down”. TV by the Numbers. 2015年4月14日閲覧。
12. ↑  Bibel, Sara (2015年4月28日). “Sunday Final Ratings: 'Family Guy' Adjusted Up; No Adjustments to 'Once Upon A Time'”. TV by the Numbers. 2015年4月28日閲覧。
13. ↑  Kondolojy, Amanda (2015年5月5日). “Sunday Final Ratings: 'Family Guy' & 'Secrets and Lies' Adjusted Up'”. TV by the Numbers. 2015年5月5日閲覧。
14. ↑  Bibel, Sara (2015年5月12日). “Sunday Final Ratings: 'Once Upon A Time' & 'Brooklyn Nine-Nine' Adjusted Up”. TV by the Numbers. 2015年5月12日閲覧。
15. 1 2  Kondolojy, Amanda (2015年5月19日). “Sunday Final Ratings: 'The Simpsons' & 'Billboard Music Awards' Adjusted Up”. TV by the Numbers. 2015年5月19日閲覧。
16. ↑  Bibel, Sara (2015年5月27日). “Sunday Final Ratings: Final Numbers for NASCAR Coca-Cola 600”. TV by the Numbers. 2015年7月17日閲覧。